# Гончаров Валерій Володимирович
Валерій Володимирович Гончаров (19 вересня 1977, Харків) — український гімнаст, олімпійський чемпіон, заслужений майстер спорту. Багаторазовий призер чемпіонатів світу та Європи. Спортом займатися почав з 6 років.
Фізичні дані: зріст — 168 см, вага — 58 кг.
Освіта — Харківський державний інститут фізичної культури, Національна юридична академія України імені Ярослава Мудрого.

## Спортивні здобутки
На Олімпіаді 2000 р. в Сіднеї здобув срібну медаль у складі збірної України.
На Олімпіаді 2004 р. в Афінах здобув золоту медаль у вправах на паралельних брусах.
2003 — здобув медалі Всесвітньої Універсіади: срібну (у командній першості) та бронзову (у вправах на поперечині).
2004 — на Чемпіонаті Європи отримав срібну нагороду у вправах на брусах.
2005 — на Чемпіонаті Європи став бронзовим призером у вправах на поперечині.
2005 — на Чемпіонаті світу отримав бронзову медаль у вправах на перекладині.
Єдиний український гімнаст, який виборов тричі поспіль нагороди Фіналу Кубка світу — золоту у вправах на поперечині (2004) та бронзові у вправах на брусах (2006, 2008).
Член Спортивного клубу [Архівовано 16 лютого 2010 у Wayback Machine.] «Біола».

## Особисте життя
Одружений з гімнасткою української збірної Іриною Яроцькою.

## Державні нагороди
- Орден «За заслуги» II ст. (18 вересня 2004) — за досягнення значних спортивних результатів на XXVIII літніх Олімпійських іграх в Афінах, піднесення міжнародного авторитету України[2]
- Орден «За заслуги» III ст. (6 жовтня 2000) — за досягнення вагомих спортивних результатів на XXVII літніх Олімпійських іграх в Сіднеї[3]

## Цікаві факти
Золоту медаль Олімпіади 2004 року в Афінах присвятив своєму партнеру по збірній Олександру Берешу, якій планував поїхати на олімпіаду, але незадовго до неї, 29 лютого 2004 року загинув у ДТП.